# Jeverland
Das Jeverland (ostfriesisch Jeverlound) ist eine friesische Region in Niedersachsen, die an Ostfriesland angrenzt und mit diesem historisch und kulturell verbunden ist. 
Es umfasst den nördlichen Teil des heutigen Landkreises Friesland mit der Stadt Jever als Sitz der Kreisverwaltung. Die größte Stadt im Jeverland ist seit 2005 Schortens. Auf dem Gebiet des Jeverlandes wird das dem Ostfriesischen zuzurechnenden Jeverländer Platt gesprochen. Historisch wurden jedoch weserfriesische Dialekte des Ostfriesischen gesprochen.

## Geschichte
Das Jeverland geht auf die seit dem 16. Jahrhundert mit dem Land Oldenburg verbundene friesische Herrschaft Jever zurück, die aus dem Rüstringer Banter Viertel, Teilen von Östringen und dem Wangerland hervorgegangen war. Die im Jahre 1853 gegründete Stadt Wilhelmshaven wird heute nicht mehr zum Jeverland gerechnet, ebenso die auf dem heutigen Stadtgebiet von Wilhelmshaven gelegenen ehemals selbstständigen Kirchspiele Heppens und Neuende. Das Gebiet der bis ins 19. Jahrhundert eigenständigen Herrschaft Kniphausen, mit den beiden Sielhafenorten Inhausersiel und Kniphausersiel, liegt heute zum Teil im Jeverland und zum Teil im Wilhelmshavener Stadtgebiet.
Haupterwerbsquelle im Jeverland war in früherer Zeit in erster Linie die Landwirtschaft. Handel wurde vornehmlich über die kleinen Sielhafenorte Hooksiel, Rüstersiel und Mariensiel abgewickelt.